# Кескимйоки
Кескимйоки — река в России, протекает по территории Суоярвского района Карелии. Устье реки находится в 20 км по правому берегу реки Толвайоки. Длина реки составляет 17 км.

## Бассейн
К бассейну Кескимйоки также относятся озёра:
- Кеским-Кариярви (исток Кескимйоки)
- Пастаярви (Кескимйоки протекает через озеро)
- Алимайнен-Кариярви (Кескимйоки протекает через озеро)
- Исосаккалинъярви
- Палоярви
- Соитинъярви

## Данные водного реестра
По данным государственного водного реестра России относится к Балтийскому бассейновому округу, водохозяйственный участок реки — Реки Карелии бассейна Балтийского моря на границе РФ с Финляндией, включая озеро Лексозеро. Относится к речному бассейну реки Реки Карелии бассейна Балтийского моря.
Код объекта в государственном водном реестре — 01050000112102000010587.